# Konrad Lorenz
Konrad Zacharias Lorenz, , avstrijski zoolog - etolog in ornitolog ter nobelovec, * 7. november 1903, Dunaj, Avstrija (takrat Avstro-Ogrska), † 27. februar 1989, Altenberg, Avstrija.
Lorenz je bil eden od začetnikov sodobne etologije. Svoje raziskovalno področje je imenoval živalska psihologija in v nemško govorečih državah je poznan kot oče te znanstvene discipline. Za odkritja na področju prožilcev in strukture prirojenih vedenjskih vzorcev je leta 1973 skupaj z Nikolaasom Tinbergenom in s Karlom von Frischem prejel Nobelovo nagrado za fiziologijo ali medicino.
Njegova najbolj znana prispevka na področju etologije sta hidravlični model motivacije in koncept vtisnjenja (imprintinga). Širši javnosti pa je znan predvsem po svojih poljudnoznanstvenih knjigah, kot so Er redete mit dem Vieh, den Vögeln und den Fischen (1949, slovensko: Govori z govedom, s pticami in z ribami), So kam der Mensch auf den Hund (1950, slovensko Tako se je človek znašel s psom) in Das sogenannte Böse (1963), v katerih opisuje svoje izkušnje z živalmi in ljudmi. 
Proti koncu svojega življenja se je usmeril k sociologiji oz. sociobiologiji. Že ob vzponu Nacizma v Avstriji in Nemčiji je izražal odobravanje dela nacistične ideologije, predvsem v povezavi z evgeniko. Leta 1938 se je včlanil v NSDAP in sprejel profesorsko mesto na univerzi. Kasneje se je distanciral od nacizma in je sodelovanje z nacisti obžaloval do konca življenja.